# Władimir Mełander
Władimir Aleksiejewicz Mełander, ros. Владимир Алексеевич Меландер (ur. 14 października 1890 we wsi Kozłowie w smoleńskiej guberni, zm. 25 lutego 1971 w Nowym Jorku) – rosyjski, a następnie radziecki zoolog, przyrodnik, muzealnik, wykładowca akademicki, pisarz i publicysta, członek władz miejskich okupowanego Smoleńska i współpracownik sztabu operacyjnego Reichsleitera Alfreda Rosenberga podczas II wojny światowej
W 1911 r. ukończył gimnazjum w Smoleńsku, zaś w 1917 r. studia fizyczno-matematyczne na uniwersytecie w Moskwie. Podjął pracę w gubernialnym biurze statystycznym. Był też członkiem Towarzystwa Oświatowego Guberni Smoleńskiej. Od października 1918 r. kierował muzeum w mieście Jelnia. Ponadto stał na czele wydziału sztuki i muzeów w jelnieńskim zarządzie obwodowym. Uczył też w szkołach podstawowych oraz prowadził kursy dla robotników i czerwonoarmistów.  W październiku 1923 r. został kierownikiem smoleńskiego gubernialnego muzeum historycznego. W tym samym czasie objął funkcję asystenta katedry zoologii uniwersytetu smoleńskiego. Prowadził badania terenowe. Brał udział w międzynarodowych i krajowych konferencjach. Od 1926 r. stanął na czele Smoleńskiego Towarzystwa Przyrodniczego. W latach 1928–1929 czasowo pełnił obowiązki dyrektora muzeum państwowego w Smoleńsku. W 1931 r. wszedł w skład prezydium Smoleńskiego Biura Przyrodniczego. W tym roku został zwolniony ze stanowiska  kierownika smoleńskiego gubernialnego muzeum historycznego. Skupił się na nauczaniu w Smoleńskim Instytucie Pedagogicznym, gdzie objął kierownictwo katedry zoologii. W 1932 r. otrzymał tytuł docenta. Stanął na czele wydziału biologicznego instytutu. W 1937 r. został profesorem katedry zoologii, zaś w 1939 r. doktorem nauk biologicznych. Był autorem książek pt. "Żywotnyj mir zapadnoj obłasti" i "Opriedielitiel mlekopitakszczich Smolenskoj i smieżnych obłastiej". Pisał artykuły z zakresu zoologii i biologii do prasy specjalistycznej. Krótko po ataku wojsk niemieckich na ZSRR 22 czerwca 1941 r., podpisał "Pismo inteligencji miasta Smoleńska", skierowane do władz Związku Radzieckiego. Po zajęciu Smoleńska przez Niemców pozostał w mieście. Wszedł w skład oddziału cywilnego urzędu miejskiego Smoleńska. Od sierpnia 1943 r. kierował miejskim teatrem. Pracował też w urzędzie szkolnym. Jednocześnie współpracował ze sztabem operacyjnym Reichsleitera Alfreda Rosenberga, pisząc prace o charakterze antysowieckim. W poł. września tego roku, w związku z ofensywą Armii Czerwonej, ewakuował się do Niemiec. Po zakończeniu wojny wyjechał do USA, gdzie był preparatorem-taksydermistą w prywatnej firmie w Nowym Jorku.